# Эрнест садится в тюрьму
«Эрнест садится в тюрьму» (англ. Ernest Goes to Jail) — американский семейный комедийный фильм Джона Черри 1990 года с Джимом Варни в главной роли. Третий фильм из серии фильмов об Эрнесте Уоррелле.

## Сюжет
Эрнест Уоррелл работает уборщиком в банке. Его мечта — продвинуться по службе и стать клерком. Его друзья и соседи, Чак и Бобби, работают в этом же банке охранниками. Как-то раз, пытаясь справиться с полотёром, Эрнест устраивает в банке беспорядок. Попутно его бьёт током с неожиданными последствиями: на некоторое время он начинает притягивать к себе металлические предметы.
Однажды Эрнесту приходит письмо с приглашением стать присяжным на суде. На этом суде судят заключённого Рубина Бартлетта, который совершил в тюрьме убийство другого заключённого. Бартлетт обращает внимание, что один из присяжных, а именно Эрнест, похож на его сокамерника Феликса Нэша, которому грозит смертная казнь. Защита Бартлетта ходатайствует о том, чтобы присяжные осмотрели место преступления. Судья удовлетворяет их просьбу.
Присяжные посещают тюрьму. Во время этого события Нэш оглушает Эрнеста и занимает его место. В то время, когда Эрнест приходит в себя, Нэш уже покидает тюремный комплекс. Первое время Эрнест думает, что он всё ещё на экскурсии. Через некоторое время он понимает, что находится в тюрьме вместо другого человека, но ему никто не верит. Он пытается бежать, но безуспешно. В какой-то момент он вынужден начать подыгрывать, что он и есть заключённый Феликс Нэш, так как опасается расправы со стороны сокамерников.
Настоящий Феликс Нэш живёт на свободе жизнью Эрнеста. Первым делом в качестве присяжного он выносит оправдательный приговор по делу Рубина Бартлетта. Он с приятным удивлением узнаёт, что Эрнест работает в банке и принимает решение ограбить этот банк. Чак и Бобби обращают внимание, что Эрнест как-то изменился, но списывают это на то, что он влюблён в Шарлотту Спарроу, служащую банка.
В тюрьме Эрнест с ужасом узнаёт, что заключённого Нэша, которого он изображает в тюрьме, должны вот-вот казнить. Эрнеста отправляют на электрический стул, однако электричество производит на него тот странный эффект, когда он начинает притягивать к себе предметы. Эрнест бродит по тюрьме, испуская электрические разряды и создавая хаос. Его сокамерник Лайл помогает ему сбежать.
Эрнест отправляется в банк, чтобы попытаться помешать Нэшу его ограбить. Между ними завязывается поединок, из которого Эрнесту удаётся выйти победителем.

## В ролях
- Джим Варни — Эрнест Уоррелл / Феликс Нэш
- Гейлард Сартейн — Чак
- Билл Бирдж — Бобби
- Барбара Тайсон — Шарлотта Спарроу
- Бэрри Скотт — Рубин Бартлетт
- Рэндалл Кобб — Лайл
- Дэн Лигант — Оскар Пендлсмит
- Чарльз Напьер — Кармайкл
- Джеки Уэлш — судья

## Критика
На сайте Rotten Tomatoes рейтинг «свежести» фильма составляет 11 %, на Metacritic у фильма 40 баллов из 100. В ретроспективных рецензиях, с оглядкой на все фильмы серии, «Эрнест садится в тюрьму» обычно признаётся одним из лучших в серии.
Кэрин Джеймс из The New York Times отметил, что фильм добродушный и безобидный и больше напоминает жизнерадостный мультфильм. Он предположил, что этот фильм будет более забавным для детей и менее неприятным для родителей, чем два предыдущих фильма. Крис Хикс из Deseret News отметил, что в прошлом фильме «Эрнест спасает Рождество» в сюжетных линиях было задействовано больше других людей и во всём этом было больше теплоты, а несносный персонаж Джима Варни не появлялся на экране постоянно. В этом же фильме Варни играет две главные роли, что даёт зрителям ещё больше Эрнеста. Тем не менее, если отбросить спецэффекты, то это чисто юмористическая буффонада для детей.
Из-за увеличения количества спецэффектов увеличился и бюджет фильма относительно предыдущих частей. Бюджет третьего фильма составил $9 млн, тогда как бюджеты прошлых фильмов составили $3,5 и $6,5 млн соответственно. В прокате фильм собрал $25 млн.